# Angolo di legame
L'angolo di legame è l'angolo formato dagli assi congiungenti i nuclei degli atomi legati. È una delle caratteristiche fondamentali del legame chimico. Esso dipende dalla geometria della molecola e dall'entità di certe repulsioni elettrostatiche, come quelle esercitate dai doppietti elettronici non condivisi.
Considerando più gruppi di singoli atomi legati a formare una molecola, è anche possibile definire gli angoli diedri.

## Angolo di legame e stabilità
L'angolo di legame concorre a determinare la stabilità di una data conformazione molecolare: si pensi, per esempio, ai conformeri dell'etano (strutture sfalsate o eclissate) e alle diverse energie dovute alle repulsioni generate in funzione del variare dell'angolo diedro formato dal legame tra due gruppi CH.
La teoria della tensione di Bayer, dovuta al chimico tedesco Adolf von Baeyer, spiega l'elevata reattività di composti organici ciclici, quali il ciclopropano e il ciclobutano, a causa della forte differenza tra gli angoli di legame effettivi e quelli teorici (ideali) corrispondenti alla struttura tetraedrica (carbonio ibridato sp3, con angoli di legame di 109,5º), differenza che causa l'insorgere di una tensione d'anello.

## Angolo di legame carbonio-carbonio
Vengono riportati gli angoli di legame carbonio-carbonio. Notare come l'angolo di legame varia in funzione della diversa geometria.
| 109,5º                | 120º                        | 180º              |
| Legame singolo C-C    | Legame doppio C=C           | Legame triplo C≡C |
| Struttura tetraedrica | Struttura trigonale planare | Struttura lineare |
| etano                 | etene                       | etino             |